# Michael Mathias Kiefer
Michael Mathias Kiefer (* 8. Juni 1902 in München; † 19. März 1980 in Feldwies am Chiemsee) war deutscher Maler, Bildhauer und Fotograf.
Er war Vertreter der Landschafts-, Jagd-, Porträt- und Aktmalerei als Vertreter der Münchner Schule sowie Bildhauer. Sein diesbezügliches Schaffen enthält Werke in Öl, Aquarell und Zeichnungen.

## Leben
Michael Mathias Kiefer wurde am 8. Juni 1902 in München als Sohn des Bäckermeisters Michael Kiefer und seiner Frau Karolina geboren. Nach dem Abitur fand er über den Umweg als Tierpräparator in Diensten der zoologischen Staatssammlung München unter dem Zoologen Hans Krieg zur Malerei, Fotografie und Bildhauerei.
1925–1927 nahm er folgerichtig an der „1. Gran-Chaco-Expedition“ unter Leitung Hans Kriegs nach Argentinien, Paraguay und den Süden Brasiliens teil. 1931–1933 folgte die  „2. Gran-Chaco-Expedition“ ebenfalls unter Hans Krieg. Bei dieser Reise war Kiefer bereits für die fotografische und filmische Dokumentation verantwortlich. In dieser Zeit entstandene Bilder Kiefers wurden erfolgreich in Asunción und Buenos Aires ausgestellt.
Ab 1933 besuchte er die Akademie der Bildenden Künste in München, wurde Schüler von Angelo Jank und unternahm weitere Studienreisen nach Ostpreußen, Ungarn und in die Türkei.
In der Zeit des Nationalsozialismus war Kiefer u. a. Mitglied der SA und der Reichskammer der bildenden Künste. Für diese Zeit ist seine Teilnahme an 14 großen Gruppenausstellungen sicher belegt, darunter von 1938 bis 1944 an sechs Großen Deutschen Kunstausstellung in München. 1940 erwarb dort Adolf Hitler das Bild Die Wacht; das noch heute in rechtsradikalen Kreisen beliebt ist.
1934 heiratete Kiefer Berta Leitner in München und verlegte seinen Wohnsitz nach Feldwies an den Chiemsee, wo er ausreichend Raum und Motive für die Malerei und Bildhauerei fand. Weiterhin hatte er hier Platz für einen eigenen Tiergarten mit Gehegen für Füchse, Rehe und verschiedene Vögel.
Auch in späteren Jahren unternahm er weitere Studienreisen im Rahmen der Staatssammlungen München und Stuttgart, so etwa 1951–1952 nach Tanganjika, Kenia und Uganda und 1963 nach Schweden, Norwegen, an die Ostküste der USA und nach Kanada.
Michael Kiefer starb im März 1980 in seinem Haus am Chiemsee. Nach Fertigstellung der Ausstellungsräumlichkeiten nahe Kiefers Atelier lud seine Witwe Berta Kiefer 1982 zu einer Gedächtnisausstellung.

## Werk
Sein Werk setzt sich vor allem aus Porträts von Mensch und Tier sowie Landschaftsmalerei zusammen. Dabei wurden keinesfalls nur einheimische Motive verewigt. Zu seinem Vermächtnis gehören ebenso Gemälde und Zeichnungen, die im Rahmen zahlreicher Studienreisen nach Nord- und Südamerika, Skandinavien, Afrika und in den Orient entstanden. Schon 1927 erschien in „Der Deutsche Jäger“ ein mit seinen Zeichnungen illustrierter Aufsatz „Wild und Jagd im Grand Chaco“.
Teile seines Werkes wurden der Öffentlichkeit im Rahmen großer Kunstausstellungen in München, Berlin und Düsseldorf vorgestellt sowie alljährlich bei der Münchner Künstlergenossenschaft.
Nach dem Zweiten Weltkrieg publizierte Kiefer in der Zeitschrift „Kosmos“ und für den Franckh‘schen Schulbuchverlag. Auch seine 40-jährige Tätigkeit als Illustrator für alle Jagdzeitschriften brachte ihm viel Bewunderung und Ansehen ein.
Anlässlich der Gedächtnisausstellung von 1982 wurde in limitierter Auflage ein 215-seitiger Bildband über Leben und Werk des Künstlers veröffentlicht.